# William Crawley-Boevey

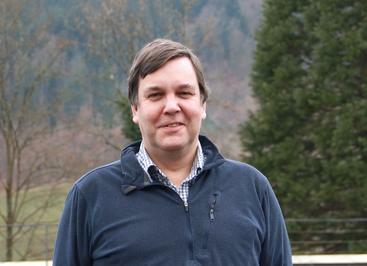
William Crawley-Boevey

William Walstan Crawley-Boevey (* 30. Mai 1960) ist ein britischer Mathematiker, der sich mit Algebra befasst.
Er ist der zweite Sohn von Sir Thomas Michael Blake Crawley-Boevey (8. Baron Crawley-Boevey). Crawley-Boevey wurde 1986 an der Universität Cambridge bei Stephen Donkin promoviert (Polycyclic-by-Finite Affine Group Schemes and Infinite Soluble Groups). Er war Professor an der University of Leeds und arbeitet seit 2016 als Professor (mit einer Humboldt-Professur) an der Universität Bielefeld.
Er befasst sich mit der Darstellungstheorie endlichdimensionaler assoziativer Algebren und verwandten Fragen. Er untersuchte unter anderem zahme Algebren und ihre Klassifikation, Köcher und präprojektive Algebren mit Anwendungen in der algebraischen Geometrie.
1991 erhielt er den Berwick-Preis. 2006 war er Invited Speaker auf dem Internationalen Mathematikerkongress in Madrid (Quiver algebras, weighted projective lines and the Deligne-Simpson problem). Er ist Fellow der American Mathematical Society.
2015 wurde Crawley-Boevey von der Universität Bielefeld für eine Alexander von Humboldt-Professur nominiert. Im Jahr 2016 nahm er die Humboldt-Professur in Bielefeld an.